# Sordesa
La sordesa és la manca o afebliment de la capacitat auditiva, independentment del grau de pèrdua; també és coneguda per hipoacúsia; la sordesa completa que afecta una orella o ambdues s'anomena cofosi. És la condició de la persona privada del sentit de l'oïda, una disminució total o parcial en la capacitat de detectar o comprendre els sons. Aquesta afectació pot ser parcial o total, transitòria o permanent, guarible amb tractament mèdic o no. Les persones amb problemes de sordesa presenten dificultats especials per percebre i comprendre la informació i per desenvolupar unes habilitats socials de tipus comunicatiu.
És important remarcar la diferència psíquica i social entre arribar a la sordesa abans de l'adquisició del llenguatge oral o amb posterioritat.

## Definició

### Pèrdua d'audició
La pèrdua d'audició es produeix quan es disminueix la sensibilitat als sons que normalment se senten. Els termes de deteriorament o amb problemes d'audició són generalment reservats a les persones que tenen insensibilitat relativa als sons en les freqüències de la parla. La gravetat de la pèrdua auditiva es classifica d'acord amb la necessitat d'ampliar l'augment del volum per sobre del nivell normal abans que l'oient el pugui detectar.
La sordesa es defineix com un grau de deteriorament que una persona és incapaç de comprendre la parla, fins i tot en la presència d'amplificació. En sordesa profunda, fins i tot els sons més forts produïts per un audiòmetre (un instrument utilitzat per mesurar l'audició mitjançant la producció de tons purs a través d'una gamma de freqüències) no poden ser detectats. En sordesa total, no es percep cap so en absolut, independentment de l'amplificació o mètode de producció escoltat.
En el cas humà, al sotmetre el timpà a 150 decibels, aquest es trenca quedant la persona sorda.

### Percepció de la parla
Un altre aspecte de l'audició implica la claredat percebuda d'un so en lloc de la seva amplitud. En els éssers humans, aquest aspecte es mesura generalment per mitjà de proves de percepció de parla. Aquestes proves mesuren la capacitat per entendre la parla, no només la detecció del so. Hi ha tipus de trastorns molt rars que afecten l'audició i la comprensió de la parla.

## Tipus de sordesa segons localització de la lesió o malformació

### De conducció o transmissió
Per afectació de l'orella externa o l'orella mitjana, que impedeix la transmissió dels sons cap a l'orella interna, provoca pèrdua de la quantitat però no de la qualitat del so i sovint pot ser corregida quirúrgicament.

#### Causes
- Inflamació o infecció de l'orella
- Hipoventilació tubària: disminució de l'entrada d'aire per la Trompa d'Eustaqui.
- Perforació de la membrana timpànica
- Malformacions de la cadena d'ossets
- Otoesclerosi: enduriment dels teixits de l'orella

#### Tractament
Normalment és una alteració temporal d'intensitat lleu o moderada. El tractament l'ha de prescriure l'otorinolaringòleg. Acostuma a tractar-se amb medicació o intervenció quirúrgica.

### Neurosensorial o de percepció
Que es produeix a l'orella interna o en la via que va a l'escorça cerebral i provoca una pèrdua de quantitat i qualitat del so i sense tractament mèdic. La sordesa neurosensorial la tendència a imposar-se per a designar les sordeses de percepció.

### Mixta
Amb doble afectació neurosensorial i de conducció i amb possible tractament en aquesta segona.

## Quantificació de la pèrdua d'audició
Es mesura en decibels i es classifica en pèrdua lleu, moderada, severa o profunda (cofosi):
- Pèrdua auditiva lleu (20-40 dB)
  - Dificultat en determinats fonemes: Dislàlies audiogèniques
  - Certs problemes de lecto-escriptura
  - Hi ha llenguatge de manera natural
- Pèrdua auditiva moderada (40 a 70 dB)
  - Dificultat amb més nombre de fonemes: Dislàlies generalitzades
  - Problemes de comprensió per la dificultat de percepció
  - Problemes de lecto-escriptura
  - Hi ha llenguatge
- Pèrdues auditives severes (70 a 90 dB)
  - No hi ha parla o només diu paraules soltes, les que percep amb major intensitat
  - Té certa experiència sonora
  - Veu molt alterada
  - No té prosòdia
- Pèrdues auditives profundes (+90 dB)
  - No hi ha consciència sonora
  - No hi ha parla espontània
  - No té control de veu

Per comprovar el grau de sordesa d'una persona, se li fa una prova d'audiometria, de manera que una persona amb sordesa pot tenir problemes en la percepció correcta de la intensitat (decibels) o de la freqüència (hertz) de sons relacionats amb el llenguatge oral, i és freqüent que es donin resultats diferents per a cada oïda. La pèrdua de la capacitat auditiva generalment es descriu com lleu, benigna, moderada, severa o profunda, depenent de l'esmentada prova. Generalment, quan un nen amb una pèrdua de la capacitat auditiva superi als 90 dB, es considera llavors que necessita un mètode educatiu específic per a persones sordes.

## Causes

### Genètiques
Poden estar involucrats gens recessius o dominants. Els més comuns són la síndrome de Stickler i la síndrome de Waardenburg entre els de gens dominants i la síndrome de Pendred, de síndrome l'aqüeducte vestibular gran i la síndrome d'Usher entre els de gens recessius.

### Adquirides

#### Otològiques
- Presbiacúsia: primera causa de sordesa que afecta especialment als tons alts en persones d'edat avançada.
- Otoesclerosi: per fixació de l'estrep en la finestra oval.
- Otitis mitjana: per exemple, per adenoïditis (vegetacions) que no desapareixen després de l'adolescència i obstrueixen la trompa d'Eustaqui.
- Tap de cerumen.

#### Neurològiques i postinfeccioses
- Meningitis
- Meningoencefalitis
- Parotiditis
- Malalties autoimmunitàries.
- Adquirides en l'embaràs: El bacteri Chlamydia i l'alcoholisme de la mare (aquest en el 64% dels casos) es pot convertir en sordesa per als nounats. També la sífilis en un 30% dels casos.
- Naixement prematur.

#### Fàrmacs
Alguns medicaments poden causar danys irreversibles a l'oïda; entre ells es troba el grup dels aminoglicucòsids. Altres medicaments tenen efectes negatius però són reversibles.

#### Lesions traumàtiques
- A l'orella. Entre ells l'exposició a sorolls per sobre dels 90 decibels en forma de sordesa progressiva temporal o permanent que és la segona causa de sordesa.
- A cervell temporal.

## Tractaments mèdics
- Audiòfons externs: En les sordeses de tipus conductiu
- Implants cocleares: Amb resultats diversos.

## Prevenció
S'estima que la meitat dels casos de deteriorament de l'audició i la sordesa són evitables. Hi ha tot un seguit d'estratègies preventives que són eficaces incloent la immunització contra la rubèola per reduir les infeccions congènites, la immunització contra H. influenza i S. pneumoniae per reduir els casos d'otitis mitjana, i evitar o protegir contra l'exposició excessiva al soroll. L'educació sobre els perills de l'exposició al soroll perillosa augmenta l'ús de protectors auditius.

## Epidemiologia
A nivell mundial, la pèrdua d'audició afecta prop del 10% de la població, en un cert grau. Segons dades de l'any 2004, aquesta pèrdua d'audició va causar una discapacitat de moderada a greu en 124 milions de persones (gran part d'aquests, 107.900.000, localitzats en països amb nivells d'ingressos baixos o mitjans). Del total de 124 milions, uns 65 milions varen adquirir la condició durant la infància. L'afectació dels problemes d'audició en nadons (en néixer) se situa entorn un 3 per cada 1.000 als països desenvolupats i de més de 6 per 1.000 en els països en desenvolupament.

## Societat i cultura

### Cultura sorda
Jack Gannon, un professor de la Universitat de Gallaudet, va parlar sobre la cultura sorda. “La cultura sorda és un conjunt de comportaments i percepcions apreses que donen forma als valors i normes de les persones sordes basant-se en les seves experiències compartides o comunes.” Alguns metges creuen que la sordesa fa que una persona sigui més social. El Dr. Bill Vicar, de la Universitat d'ASL, va compartir les seves experiències com a persona sorda, "les [persones sordes] tendeixen a congregar-se al voltant de la taula de la cuina en lloc del sofà de la sala… ens acomiadem gairebé sempre, i les nostres salutacions sovint consisteixen en fortes abraçades. Quan dos de nosaltres es reuneixen per primera vegada tenim la tendència a intercanviar biografies detallades." La cultura dels sords no es tracta de considerar el que les persones sordes no poden fer i com solucionar problemes, un enfocament conegut com el "punt de vista patològic dels sords." En canvi les persones sordes celebren el que poden fer. Hi ha un fort sentit d'unitat entre les persones sordes, ja que comparteixen les seves experiències de patiment a través d'una lluita comuna. Aquesta celebració es crea una unitat entre sords fins i tot als estranys. El Dr. Bill Vicars expressa el poder d'aquest vincle en afirmar, "si se'ls donés l'oportunitat de la millora l'audició, la [gent sorda] solen optar per romandre sords."

### L'associacionisme en el col·lectiu sord
Degut a uns certs factors que han viscut de manera comuna entre tot el col·lectiu sord, amb el pas del temps s'han anat formant diverses federacions i associacions de persones sordes on poden trobar tot tipus d'ajudes, facilitats, activitats de lleure i companyia. A nivell mundial, n'hi ha dues que són les més importants: la World Federation of the Deaf (WFD) o també anomenada Federació Mundial de Sords (FMS) i la Unió Europea de Sords (EUD).
- Federació Mundial de Sords (FMS): és una organització internacional no governamental que va néixer l'any 1951. Aquesta representa aproximadament a 70 milions de persones Sordes d'arreu del món. Més del 80 per cent d'aquests 70 milions viuen en països en via de desenvolupament, on els alts càrrecs del país poques vegades estan familiaritzats amb les seves necessitats. La Federació Mundial de Sords treballa amb la col·laboració de les Nacions Unides per la promoció dels drets humans de les persones Sordes.En cas necessari la FMS utilitza mesures especials, legals o administratives per garantir que les persones Sordes de tots els països tinguin dret a preservar les seves llengües de signes pròpies, organitzacions i activitats culturals i altres. El més important entre les seves prioritats són les persones sordes en els països en via de desenvolupament, el dret a la llengua de signes, i la igualtat d'oportunitats en tots els àmbits de la vida, inclòs l'accés a l'educació i la informació que es veuen dificultats degut a les barreres de comunicació. La seu de la Federació Mundial de Sords està ubicada a Hèlsinki, Finlàndia, a la seu de l'Associació Finlandesa de Sords. Les propostes que la Federació Mundial es proposa millorar són: la situació de les llengües de signes, l'educació per a persones Sordes, l'accés a informació i serveis i els drets humans de les persones Sordes en els països en via de desenvolupament.[12]
- Unió Europea de Sords (EUD): l'any 1985 es va fundar i té origen en el Secretarial Regional de la Federació Mundial de Sords a la Comunitat Europea (ECRS). És no governamental sense ànim de lucre i representa els interessos de les Persones Sordes europees. La seu està a Brussel·les i la majoria de països europeus en forma part, excepte Luxemburg, Islàndia i Noruega.[13]

A Espanya hi trobem la Confederació Estatal de Persones Sordes (CNSE), que està formada per totes les federacions i associacions del país. Normalment cada comunitat autònoma té una federació i existeixen més de 115 associacions provincials i locals de persones sordes.

#### Federacions de Sords Espanyoles
- FAAS: Federación Andaluza de Asociaciones de Sordos
- FESOPRAS: Federación de Sordos del Principado de Asturias
- FESCAN: Federación de Sordos de Cantabria
- FCSCM: Federación de Colectivos de Sordos de Castilla – La Mancha
- FAPSCL: Federación de Asociaciones de Personas Sordas de Castilla – León
- FESOCA: Federació de Sords de Catalunya
- FEXAS: Federación Extremeña de Asociación de Sordos
- FESORCAM: Federación de Sordos de la Comunidad de Madrid
- FAXPG: Federación de Asociacions de Xordos Do País Galego
- FASICAN: Federación de Asociaciones de Sordos de las Islas Canarias
- FESORMU: Federación de Sordos de la Comunidad de Murcia
- EUSKAL GORRAK: Federación Vasca de Personas Sordas
- FESORD CV: Federación de Sordos de la Comunidad Valenciana

### Vistes dels tractaments
Hi ha hagut una gran controvèrsia dins la comunitat sorda culturalment amb els implants coclears. En la major part, hi ha poca objecció als que han perdut l'audició més tard en la vida, o adults culturalment sords (voluntàriament) que han elegit d'estar proveïts d'un implant coclear.
Moltes persones en la comunitat sorda s'oposen fermament al fet que un nen sord estigui equipat amb un implant coclear (sovint amb l'assessorament d'un metge especialista); els nous pares poden no tenir prou informació sobre la criança de nens sords i realitzen programes d'exposició oral que posa l'accent en la capacitat de parlar i escoltar sobre altres formes de comunicació, com la llengua de signes o la comunicació total. Altres preocupacions inclouen la pèrdua de la cultura i les limitacions dels sords sobre la restauració de l'audició.
La majoria dels pares i els metges diuen als nens que no han de jugar esports o participar en activitats que poden causar lesions al cap, per exemple el futbol, l'hoquei, o el bàsquet. Un nen amb una pèrdua auditiva pot preferir mantenir-se allunyat de llocs amb molt soroll, com ara concerts de rock, partits de futbol, aeroports, etc., ja que això pot causar un desbordament de soroll, un tipus de mal de cap que es produeix en molts nens i adults quan estan a prop dels sorolls forts.

### Llengua de signes
La llengua de signes es transmet a través de la comunicació manual i del cos en comptes de la transmissió acústica. Això pot implicar combinar simultàniament formes de la mà, l'orientació i el moviment de les mans, braços o el cos i expressions facials per expressar de manera fluida els pensaments de la persona.
No hi ha una sola "llengua de signes". En les comunitats de persones sordes s'hi desenvolupa aquesta llengua. Mentre que utilitzen l'espai per a la gramàtica d'una manera que les llengües orals no ho fan, les llengües de signes presenten les mateixes propietats lingüístiques i utilitzen la mateixa facultat del llenguatge com ho fan les llengües orals. Centenars de llengües de signes estan en ús a tot el món i s'utilitzen en els nuclis de la cultura sorda local. Algunes llengües de signes han obtingut algun tipus de reconeixement legal, mentre que altres no tenen cap estatus. Les llengües de signes per a sords no es basen en les llengües parlades a la regió, i sovint tenen una sintaxi molt diferent, en part, però no completament, per la seva capacitat d'utilitzar les relacions espacials per expressar aspectes de significat. (Vegeu Relacions de les llengües de signes amb els idiomes parlats.)
L'abat Charles-Michel de l'Épée va ser la primera persona que va obrir una escola per a sords. L'Épée va ensenyar la llengua de signes francesa als nens, i va començar la propagació de moltes escoles per a sords a Europa. Thomas Gallaudet viatjava a Anglaterra per iniciar una escola per a sords. La seva inspiració va ser una nena de nou anys, que vivia al costat de casa seu. En veure a conquerir les seves lluites realitzades Gallaudet va voler ensenyar i veure a altres nens conquerir les seves pròpies discapacitats. Gallaudet va ser testimoni d'una demostració de les habilitats d'ensenyament de sords de Roch-Ambroise Cucurron Sicard, Jean Massieu, i Laurent Clerc, els mestres de l'ensenyament dels nens sords en l'època. Després de la demostració, Gallaudet va estudiar amb els mestres francesos i perfeccionar les seves habilitats d'ensenyament. Un cop va acabar l'aprenentatge Gallaudet i Clerc van viatjar als Estats Units i van obrir la primera escola per a sords a Hartford, Connecticut. L'American Sign Language, o ASL, iniciada a evolucionar a partir principalment de la francesa, i altres influències externes.

### Escola

#### Polítiques governamentals

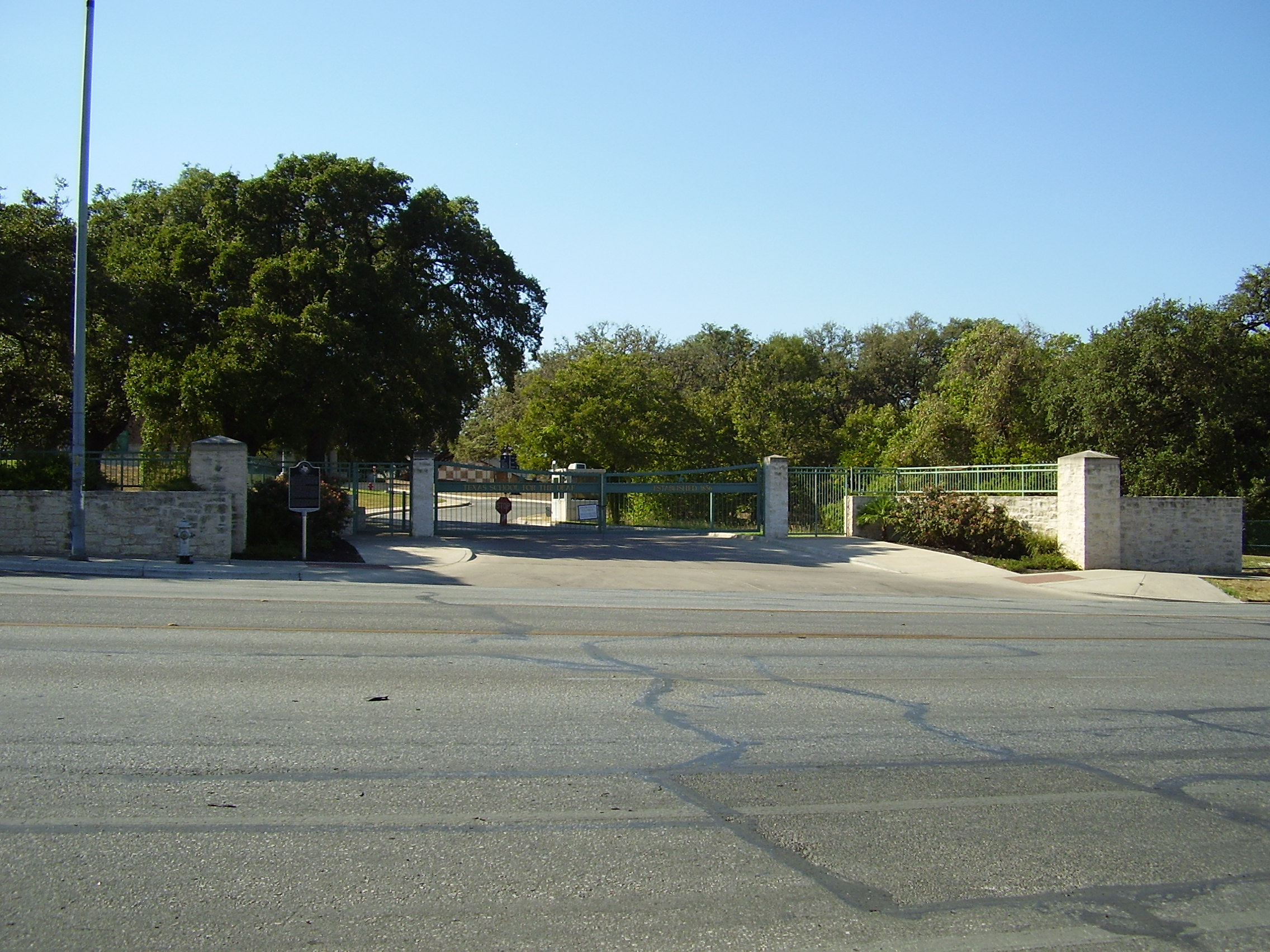
Texas School for the Deaf

Les persones sordes han vist històricament com s'ha deshabilitat l'accés a una educació pública lliure i adequada. Un nen amb problemes d'audició ha de rebre un pla d'educació individualitzat, com l'IEP, que considera que proporciona "el llenguatge i les necessitats de comunicació de l'infant. El IEP ha d'incloure oportunitats per a la comunicació directa amb companys i professionals. També ha d'incloure el nivell acadèmic de l'estudiant, i, finalment, ha d'incloure tota la gamma de necessitats dels estudiants" El govern també distingeix entre la sordesa i la pèrdua d'audició. El Departament d'Educació dels Estats Units afirma que la sordesa és la pèrdua severa que una persona no pot processar qualsevol tipus d'informació oral, fins i tot si aquesta persona té algun tipus de millora audiopròtesis d'audició. El Departament d'Educació dels Estats Units afirma que una deficiència auditiva és quan l'educació d'una persona es veu afectada per la possibilitat de ser capaç de sentir-hi. Aquesta definició no s'inclou en el terme sordesa. Perquè una persona pugui necessitar serveis especials, la persona ha de sentir més de 20 decibels i el seu rendiment educatiu s'ha de veure afectat per la pèrdua d'audició. Això és el que el govern diu sobre les polítiques governamentals i els serveis individualitzats.

#### Inclusió vs. retirada

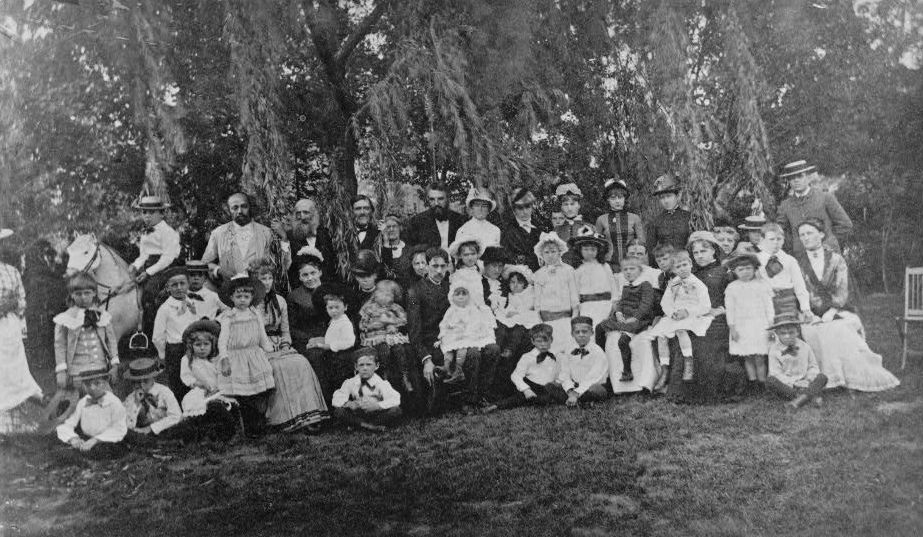
Alexander Graham Bell amb professors i alumnes de l'Escola Cercle de Scott per a nens sords, Washington, D.C., 1883

Hi ha opinions variades sobre el tema entre els que viuen en comunitats de sords, i els que tenen familiars sords que no viuen en comunitats de sords. Les comunitats de sords són on típicament només s'utilitzen llengües de signes.
Molts pares que tenen un fill amb problemes d'oïda prefereixen que el seu fill sigui a l'entorn menys restrictiu de la seva escola. Això pot ser perquè la majoria de nens sense oïda neixen a pares que hi senten. Això també pot ser a causa de la recent campanya per a la inclusió en les escoles públiques.
Se sol entendre malament que un entorn menys restrictiu significa integració o inclusió. De vegades, els recursos disponibles a les escoles públiques no s'ajusten als recursos d'una escola residencial per a sords. Molts pares opten per educar el seu fill sord a una aula d'educació convencional, ja que se'ls diu que la integració en l'àmbit públic és l'entorn menys restrictiu; cosa que no sempre és així. Tot i això, hi ha col·lectius de pares que consideren que l'aula d'educació convencional no és l'ambient menys restrictiu. Aquests pares consideren que posar el seu fill a una escola residencial on tots els nens són sords pot ser més adequat per al seu fill, ja que el personal tendeix a ser més conscient de les necessitats i lluites dels nens sords. Una altra raó per la qual aquests pares senten que una escola residencial pot ser més adient que una aula d'educació convencional és que l'alumne no podrà comunicar-se amb els companys a causa de la barrera idiomàtica.
En una escola residencial on tots els nens utilitzen el mateix llenguatge (ja sigui una escola amb ASL, Comunicació Total, o Oralisme), els estudiants podran interactuar amb normalitat amb altres estudiants sense haver de preocupar-se per ser fiscalitzats. D'altra banda, un argument que dona suport a la inclusió diu que exposar l'alumne a persones que no són com ell el prepara per a la vida adulta. Mitjançant la interacció, els nens amb discapacitat auditiva poden conèixer altres cultures que, en el futur, poden ser beneficioses per a trobar feina i viure pel seu compte en una societat on la seva discapacitat els pugui situar en minoria. Aquests són alguns dels motius pels quals una persona pot voler o no posar el seu fill en una aula d'inclusió.

### Mites
Hi ha molts mites sobre persones amb pèrdues auditives, alguns dels quals són:
1. Tothom que és sord o té problemes auditius utilitza una llengua de signes.
  - Les persones amb deficiències auditives utilitzen diferents sistemes de signes.[17]
  - Les persones que presenten pèrdua auditiva més endavant en la vida no coneixen els llenguatges de signes.[18]
  - La gent que és educada en el mètode de l'oralisme o en mainstream no sempre coneix el llenguatge de signes.
2. Les persones que no hi senten no tenen permís per a conduir.
  - Les persones sordes poden utilitzar dispositius especials que els alerten de sirenes o altres sorolls, o també miralls panoràmics que els millorin la visibilitat.[19]
  - Molts països permeten conduir les persones sordes, tot i que almenys un 26 països no permeten als ciutadans sords tenir el permís de conduir.[19]
3. Totes les formes de pèrdua auditiva es poden solucionar mitjançant audiòfons o implants coclears.
  - Tot i que moltes persones amb deficiències auditives que utilitzen audiòfons, hi ha d'altres que no poden beneficiar-se de l'ús d'un audiòfon.[17] Una de les raons pot ser que no disposen de canals d'oïda externs on col·locar els motlles; altra, que els audiòfons no són prou potents.
  - Per a alguns amb deficiències auditives que poden causar la distorsió dels sons entrants, un implant coclear pot fins i tot empitjorar la distorsió.[17] Un audiòfon de conducció per ossos (amb les sigles BAHA en anglès) no obstant, mai afectarà l'audició de manera negativa; ja que recondueix el so a través del crani.
4. Totes les persones sordes o amb dificultats per a sentir-hi són expertes en cultura sorda.
  - Les persones sordes poden tenir diverses creences o experiències, i mètodes de comunicació diferents.[18]
  - Açò pot estar influenciat per l'edat en què es va perdre l'audició i els antecedents personals de l'individu.[18]
5. Totes les persones sordes volen sentir-hi.
  - Mentre que algunes persones amb pèrdua auditiva voldrien recuperar l'audició, aquest no és el cas de tothom. Alguns s'enorgulleixen de la seva sordesa o ho veuen com ser part d'una minoria en lloc de ser d'un grup discapacitat.[20]
6. Les persones que no poden sentir-hi no poden utilitzar un telèfon.
  - Els teletips, els telèfons amb vídeo, i els missatges de text són utilitzats per les persones amb sordera per a comunicar-se. Una persona auditiva pot utilitzar un telèfon ordinari i un TRS per a comunicar-se amb una persona sorda.
  - Algunes persones amb una pèrdua auditiva moderada poden tenir prou audició com per a utilitzar telèfons amplificats, fins i tot si culturalment són sords i depenen principalment del llenguatge de signes per a comunicar-se.
7. Tothom que no sent pot llegir els llavis.
  - Només el 30% de l'anglès parlat és visible als llavis.[17][18]
  - La lectura de llavis requereix no només una bona il·luminació, sinó també una bona comprensió del llenguatge oral en qüestió i pot dependre també del coneixement contextual del que s'està dient.[18]
8. La majoria de les persones sordes tenen pares sords.
  - Menys del 5% dels nens sords dels Estats Units en té un pare sord.[21]

## Conseqüències socials

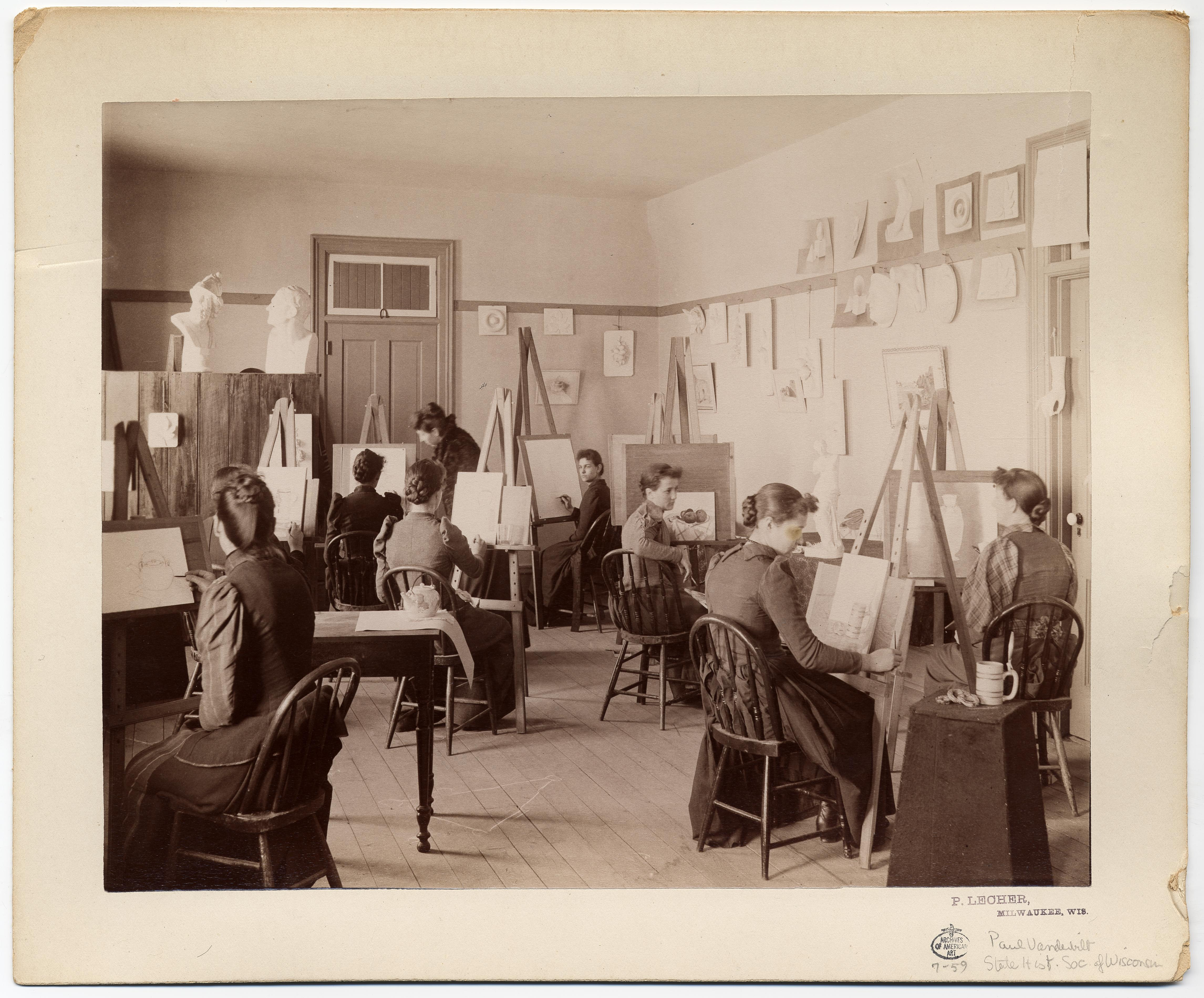
Classe d'art a l'Escola Estatal de Dones Sordes, a Delavan, Wisconsin, 1880.

Si la sordesa és especialment aguda, pot afectar considerablement en la forma en què la persona sorda es relaciona amb el seu entorn humà, en trobar-se amb una seriosa limitació en la seva capacitat de trobar una via de comunicació pel canal auditiu, és a dir, amb el llenguatge oral. Tanmateix, la manera com s'entenen les conseqüències d'aquesta incapacitat pot variar considerablement, de manera que dues perspectives fonamentals sobre la manera d'entendre la sordesa.
Estudis recents proposen abordar la sordesa des d'un punt de vista antropològic. Un col·lectiu de persones sordes que es comuniquen entre si per mitjà d'una llengua de signes pot ser considerat una comunitat lingüística minoritària, amb una cultura pròpia. La literatura especialitzada fa moltes vegades la distinció entre "Sordesa", amb una majúscula inicial, per referir-se a l'antropològica, i "sordesa", per a la definida clínicament.
La sordesa és irreversible quan ja no es pot sentir-hi. Depenent dels casos, una persona sorda normalment pot desenvolupar una idiosincràsia amb les persones que es comuniquen pel canal visual, és a dir, amb el llenguatge de signes (LS), considerant-se com una col·lectivitat cultural i social pròpia diferenciada, normalment amb la definició de Comunitat sorda. El vincle social entre els sords signants sol ser molt forta a causa, sobretot, de l'aïllament social que senten respecte als oients, provocat per l'escàs coneixement de la seva problemàtica; també bé donada pel seu estil de vida, així com per l'escassa relació social a causa de l'entesa lingüístic. En alguns casos, la causa prové de les idees preconcebudes que les persones tenen sobre els sords, les quals poden transformar-se gràcies a una millor interacció amb de la seva cultura.
De fet, en aquesta col·lectivitat es defineixen a si mateixos com a "persones sordes signants", i solen classificar el seu entorn social com a "oients" a les persones que no tenen sordesa (entre els que hi pot haver algun oient signant, si coneixeu una LS), i a la resta de les persones sordes que, segons el país, poden formar part també de la comunitat sorda. Entre les persones sordes, a més, els "sords signants" es distingeixen de les persones "sordes orals", és a dir, qui no utilitzen habitualment una LS o utilitzen una comunicació bimodal, és a dir, amb el lèxic d'una LS i l'estructura gramatical d'una llengua oral. Finalment, hi ha els sords implantats, és a dir, els qui porten un implant coclear en comptes d'un audiòfon, que poden ser signants o orals.
En canvi, les persones sordes orals, és a dir, aquelles persones sordes que han rebut una intensa reeducació del llenguatge oral en la seva infantesa i que no utilitzen una llengua de signes com a llengua vehicular –sovint com a conseqüència d'una prohibició expressa dels educadors–, i acostumen a adoptar una actitud d'invisibilitat social respecte a la seva condició de persona sorda; de vegades, fins i tot, no se les reconeix com a tals i es recorre a altres definicions com poden ser la de discapacitat auditiu, hipoacúsic, mig-oient, etc. Així mateix, aquest grup sol associar com a persones sordes únicament aquells que són signant, o bé es diferencien d'ells defineixen com a persones sordmudes, especialment a aquells no parlen un llenguatge oral correctament en l'aspecte gramatical.

## Sormudesa
L'ús de la paraula “sordmut/sormuda” per referir-se a les persones sordes, malgrat ser erroni, està molt estès i és d'ús comú a molts mitjans de comunicació. Però és una noció que pot resultar ofensiva per a la comunitat sorda en tant que la sordesa no impedeix per si mateixa el desenvolupament de la parla, és a dir, que una persona amb deficiència autiva pot tenir la capacitat d'aprendre a utilitzar la seva veu. Malgrat que es tracti d'una elecció individual, es tendeix a preferir la denominació sord/sorda a la de sordmud/sordmuda.
El terme sordmut o la condició de sordmudesa són considerats pejoratius per part dels sords signants, doncs consideren que "parlen" (per canal visual, a LS). Així mateix, consideren que un alt analfabetisme de la llengua oral entre les persones sordes no té cap relació amb la mudesa, sinó a un fracàs del mètode oral en el sistema educatiu en la seva infància i joventut. De fet, anomenar "sordmut" a una persona sorda per no parlar en llengua oral correctament, equivaldria anomenar "manc" a una persona per no escriure amb la grafia correcta, o "cec i manc" per no saber llegir i escriure. Finalment, en el sentit estricte, la sordmudesa només seria aplicable a aquells que pateixin sordesa i, a més, són incapaços de generar sons humans per l'absència o el dany de les cordes vocals, que són aspectes independents entre si.

## Investigació
Un estudi de 2005 va aconseguir amb èxit un recreixement de les cèl·lules de còclea en els conillets d'índies. No obstant això, el nou creixement de les cèl·lules ciliades de la còclea no implica la restauració de la sensibilitat auditiva com les cèl·lules sensorials, ja que pot o no tenir connexions amb les neurones que transporten els senyals de les cèl·lules capil·lars al cervell. Un estudi del 2008 ha demostrat que la teràpia dels gens en l'orientació d'Atoh1 pot causar el creixement de cèl·lules del cabell i atraure els processos neuronals embrionaris en ratolins. Alguns esperen fer un tractament similar que podria pal·liar algun dia la pèrdua d'audició en els éssers humans.
Les investigacions recents, informades en el 2012 ha aconseguit el creixement de les cèl·lules del nervi coclear resultant en millores en l'audició en jerbus, amb l'ús de cèl·lules mare. Així, també en el 2013, es va informar que el nou creixement de les cèl·lules ciliades en els ratolins adults sords amb una intervenció farmacològica resulta amb una millora auditiva. La Hearing Health Foundation (Fundació per a la Cura Auditiva) dels Estats Units s'ha embarcat en un ambiciós projecte denominat Hearing Restoration Project (Projecte de Restauració de l'Audició). També hi ha accions sobre la pèrdua d'audició al Regne Unit com a objectiu de restaurar l'audició.
A més dels estudis d'investigació que tracten de millorar l'audició, com les esmentades anteriorment, s'han dut a terme estudis d'investigació sobre les persones sordes per tal d'entendre més sobre l'audició. Pijil iShwarz (2005) van portar a terme el seu estudi sobre les persones sordes que va perdre l'audició posteriorment en la seva vida i, per tant, es van utilitzar implants coclears per sentir-hi. Van descobrir altra prova de la taxa de codificació de llançament, vam fer uns codis del sistema d'informació per a les freqüències de lesr neurones que feien funcionar en el sistema auditiu, especialment per a les freqüències més baixes, ja que són codificades per les freqüències de les neurones s'activen a partir de la membrana basilar d'una manera síncrona. Els seus resultats van mostrar que els subjectes podien identificar diferents tons proporcionals a la freqüència estimulada per un sol elèctrode. Les freqüències més baixes es van detectar quan la membrana basiliar es va estimular, proporcionant encara més proves de la taxa de codificació.

## Personatges il·lustres
Hi ha diversos personatges rellevants que han patit la sordesa, generalment adquirida de manera progressiva durant la seva vida. Uns pocs casos van ser sords de naixement. Un fet especialment destacable és el cas dels músics, en els quals la pèrdua d'aquest sentit representà un cop molt fort en el desenvolupament de la seva activitat artística.
- Quintus Pedius, era un pintor sordo romà de la darrera part del segle i aC.
- Ludwig van Beethoven, compositor alemany (1770-1827).
- Bedřich Smetana, compositor txec (1824-1884), com a conseqüència d'una sífilis.
- Francisco Goya, pintor aragonès (1746-1829).
- Helen Keller, sorda i cega de naixement (1880-1968).
- Ernest Hemingway, escriptor estatunidenc (1899-1961).
- Oreste Carpi, pintor italià (1921-2008)
- Marlee Matlin, actriu i productora de cinema estatunidenca (1965).